# Ulthar
Ulthar è una città immaginaria creata dallo scrittore H. P. Lovecraft, citata in alcuni racconti quali Alla ricerca del misterioso Kadath (1926), I Gatti di Ulthar (1920) e Altri dei (1933).

## La città
Ulthar è localizzata nei pressi del fiume Skai e una legge cittadina vieta severamente l'uccisione dei gatti. A Ulthar, infatti, i gatti sono dotati di un'intelligenza pari a quella degli esseri umani e possono parlare con le persone. 
A Ulthar si trova anche un tempio dedicato ai Grandi Antichi e, all'epoca dell'arrivo in città di Randolph Carter, il suo patriarca era Atal, in passato compagno e sodale di Barzai il saggio. Pare che una copia dei Manoscritti Pnakotici sia conservata nel tempio.

## La divinità
Ulthar (o Uldar) è una divinità menzionata nei Manoscritti del Sussex (anche questa è un'opera immaginaria). Figlio di Sothoth, fu inviato sulla Terra per controllare l'operato dei Grandi Antichi.